# Canada op de Olympische Zomerspelen 1984
Canada nam deel aan Olympische Zomerspelen 1984 in Los Angeles. Er nam een recordaantal van 408 sporters (23 meer dan bij de Spelen van 1976 in eigen land) deel in 22 olympische sportdisciplines, hierbij werd het recordaantal van 44 medailles behaald (het vorige record van zestien werd behaald in 1908), waaronder het recordaantal van tien gouden medailles (het vorige record van vier werd in 1904 behaald en in 1928 geëvenaard).
In de demonstratiesport honkbal nam een Canadees team deel.

## Medailles
| Sport            | Olympiër(s) | Onderdeel                | Medaille |
| ---------------- | --- | ------------------------ | -------- |
| Gymnastiek       | Lori Fung | ritmisch individueel (v) | Goud     |
| Kanovaren        | Larry Cain | C-1 500m (m)             |          |
| Kanovaren        | Alwyn Morris Hugh Fisher                                                                                        | K-2 1000m (m)            |          |
| Roeien           | Pat Turner Kevin Neufeld Mark Evans Grant Main Paul Steele Michael Evans Dean Crawford Blair Horn Brian McMahon | acht (m)                 |          |
| Schietsport      | Linda Thom | 25m pistool (v)          |          |
| Schoonspringen   | Sylvie Bernier                                                                                                  | 3m plank (v)             |          |
| Zwemmen          | Victor Davis | 200m schoolslag (m)      |          |
| Zwemmen          | Alex Baumann | 200m wisselslag (m)      |          |
| Zwemmen          | Alex Baumann | 400m wisselslag (m)      |          |
| Zwemmen          | Anne Ottenbrite                                                                                                 | 200m schoolslag (v)      |          |
| Atletiek         | Angela Bailey Marita Payne Angella Taylor-Issajenko France Gareau                                               | 4x100m (v)               | Zilver   |
| Atletiek         | Charmaine Crooks Jillian Richardson Molly Killingbeck Marita Payne                                              | 4x400m (v)               |          |
| Boksen           | Shawn O'Sullivan                                                                                                | -71kg (m)                |          |
| Boksen           | Willie DeWit | -91kg (m)                |          |
| Gewichtheffen    | Jacques Demers                                                                                                  | -75kg (m)                |          |
| Kanovaren        | Larry Cain | C-1 1000m (m)            |          |
| Kanovaren        | Alexandra Barre Susan Holloway                                                                                  | K-2 1000m (v)            |          |
| Roeien           | Elizabeth Craig Patricia Smith                                                                                  | twee-zonder (v)          |          |
| Roeien           | Marilyn Brain Angela Schneider Barbara Armbrust Jane Tregunno Lesley Thompson                                   | vier-met (v)             |          |
| Synchroonzwemmen | Carolyn Waldo                                                                                                   | solo                     |          |
| Synchroonzwemmen | Sharon Hambrook Kelly Kryczka                                                                                   | duet                     |          |
| Wielersport      | Curt Harnett | tijdrit (m)              |          |
| Wielersport      | Steve Bauer | wegwedstrijd (m)         |          |
| Worstelen        | Robert Molle | +100kg vrije stijl (m)   |          |
| Zeilen           | Terry McLaughlin Evert Bastet                                                                                   | flying dutchman          |          |
| Zwemmen          | Victor Davis | 100m schoolslag (m)      |          |
| Zwemmen          | Mike West Victor Davis Tom Ponting Sandy Goss                                                                   | 4x100m wisselslag (m)    |          |
| Zwemmen          | Anne Ottenbrite                                                                                                 | 100m schoolslag (v)      |          |
| Atletiek         | Ben Johnson | 100m (m)                 | Brons    |
| Atletiek         | Ben Johnson Anthony Sharpe Desai Williams Sterling Hinds                                                        | 4x100m (m)               |          |
| Atletiek         | Lynn Williams                                                                                                   | 3000m (v)                |          |
| Boksen           | Dale Walters | -54kg (m)                |          |
| Kanovaren        | Alwyn Morris Hugh Fisher                                                                                        | K-2 500m (m)             |          |
| Kanovaren        | Alexandra Barre Lucie Guay Susan Holloway Barbara Olmsted                                                       | K-4 1000m (v)            |          |
| Judo             | Mark Berger | +95kg (m)                |          |
| Roeien           | Robert Mills | skiff (m)                |          |
| Roeien           | Doug Hamilton Mike Hughes Phil Monckton Bruce Ford                                                              | dubbel-vier (m)          |          |
| Roeien           | Silken Laumann Daniele Laumann                                                                                  | dubbel-twee (v)          |          |
| Worstelen        | Christopher Rinke                                                                                               | -82kg vrije stijl (m)    |          |
| Zeilen           | Terence Neilson                                                                                                 | finn                     |          |
| Zeilen           | Hans Fogh John Kerr Stephen Calder                                                                              | soling                   |          |
| Zwemmen          | Mike West | 100m rugslag (m)         |          |
| Zwemmen          | Cameron Henning                                                                                                 | 200m rugslag (m)         |          |
| Zwemmen          | Reema Abdo Anne Ottenbrite Michelle MacPherson Pamela Rai                                                       | 4x100m wisselslag (v)    |          |

## Deelnemers en resultaten

### Atletiek
| Olympiër                                                                       | Onderdeel              | Resultaat | Prestatie |
| ------------------------------------------------------------------------------ | ---------------------- | --------- | --- |
| Ben Johnson                                                                    | 100m (m)               | Brons     | serie 7: 1ste in 10,35 kwartfinale 1: 1ste in 10,41 halve finale 2: 2de in 10,42 finale: 3de in 10,22 |
| Tony Sharpe                                                                    | 100m (m)               | 8e        | serie 1: 2de in 10,38 kwartfinale 2: 2de in 10,33 halve finale 2: 4de in 10,52 finale: 8ste in 10,35 |
| Desai Williams                                                                 | 100m (m)               | 9e        | serie 3: 1ste in 10,35 kwartfinale 5: 2de in 10,27 halve finale 1: 5de in 10,34 |
| Atlee Mahorn                                                                   | 200m (m)               | 11e       | serie 7: 2de in 21,42 kwartfinale 1: 3de in 20,69 halve finale 1: 5de in 20,77 |
| Tony Sharpe                                                                    | 200m (m)               | 27e       | serie 6: 3de in 21,31 kwartfinale 3: 6de in 21,46 |
| Desai Williams                                                                 | 200m (m)               | 9e        | serie 4: 2de in 20,70 kwartfinale 2: 1ste in 20,40 halve finale 2: 5de in 20,70 |
| Tim Bethune                                                                    | 400m (m)               | 40e       | serie 5: 5de in 46,98 |
| Doug Hinds                                                                     | 400m (m)               | 25e       | serie 4: 3de in 46,42 kwartfinale 3: 8ste in 46,19 |
| Brian Saunders                                                                 | 400m (m)               | 49e       | serie 3: 5de in 47,40 |
| Simon Hoogewerf                                                                | 800m (m)               | 33e       | serie 8: 4de in 1.47,74 |
| Bruce Roberts                                                                  | 800m (m)               | 31e       | serie 9: 4de in 1.47,57 kwartfinale 3: 8ste in 1.49,72 |
| Paul Williams                                                                  | 5000m (m)              | 22e       | serie 2: 7de in 13.47,56 halve finale 1: 9de in 13.46,34 |
| Paul Williams                                                                  | 10000m (m)             | 21e       | serie 1: 8ste in 28.36,15 |
| Jeff Glass                                                                     | 110m horden (m)        | 8e        | serie 2: 4de in 14,07 halve finale 1: 4de in 13,88 finale: 8ste in 14,15 |
| Mark McKoy                                                                     | 110m horden (m)        | 4e        | serie 1: 2de in 13,58 halve finale 2: 2de in 13,30 finale: 4de in 13,45 |
| Eric Spence                                                                    | 110m horden (m)        | 22e       | serie 3: 6de in 14,93 |
| Lloyd Guss                                                                     | 400m horden (m)        | 27e       | serie 6: 3de in 51,02 |
| Pierre Leveille                                                                | 400m horden (m)        | 36e       | serie 5: 5de in 51,47 |
| Ian Newhouse                                                                   | 400m horden (m)        | 29e       | serie 4: 5de in 51,14 |
| Greg Duhaime                                                                   | 3000m steeplechase (m) | 16e       | serie 2: 5de in 8.31,54 halve finale 1: 9de in 8.26,32 |
| Sterling Hinds Ben Johnson Tony Sharpe Desai Williams                          | 4x100m (m)             | Brons     | serie 2: 1ste in 39,20 halve finale 1: 3de in 39,39 finale: 3de in 38,70 |
| Michael Sokolowski Doug Hinds Brian Saunders Tim Béthune                       | 4x400m (m)             | 8e        | serie 1: 2de in 3.04,47 halve finale 1: 3de in 3.03,93 finale: 8ste in 3.02,82 |
| Art Boileau                                                                    | marathon (m)           | 44e       | 2:22.43 |
| Alain Bordeleau                                                                | marathon (m)           | 65e       | 2:34.47 |
| Dave Edge                                                                      | marathon (m)           | DNF       | niet gefinisht |
| Marcel Jobin                                                                   | 20km snelwandelen (m)  | 21e       | 1:29.49 |
| François Lapointe                                                              | 20km snelwandelen (m)  | 11e       | 1:27.06 |
| Guillaume LeBlanc                                                              | 20km snelwandelen (m)  | 4e        | 1:24.29 |
| Marcel Jobin                                                                   | 50km snelwandelen (m)  | DNF       | niet gefinisht |
| François Lapointe                                                              | 50km snelwandelen (m)  | DSQ       | gediskwalificeerd |
| Guillaume LeBlanc                                                              | 50km snelwandelen (m)  | DNF       | niet gefinisht |
| Alain Metellus                                                                 | hoogspringen (m)       | 20e       | kwalificatie groep B: 7de met 2,18m |
| Milton Ottey                                                                   | hoogspringen (m)       | 6e        | kwalificatie groep A: 1ste met 2,24m finale: 6de met 2,29m |
| Matt Catalano                                                                  | kogelstoten (m)        | 18e       | kwalificatie groep B: 11de met 17,24m |
| Bishop Dolegiewicz                                                             | kogelstoten (m)        | 11e       | kwalificatie groep A: 6de met 19,00m finale: 11de met 18,39m |
| Rob Gray                                                                       | discuswerpen (m)       | 14e       | kwalificatie groep B: 7de met 59,34m |
| Laslo Babits                                                                   | speerwerpen (m)        | 14e       | kwalificatie groep A: 4de met 82,18m finale: 8ste met 80,68m |
| Dave Steen                                                                     | tienkamp (m)           | 8e        | 100m: 11de in 11,20 (756 punten) verspringen: 4de met 7,41m (903 punten) kogelstoten: 21ste met 12,57m (637 punten) hoogspringen: 5de met 2,03m (882 punten) 400m: 5de in 48,09 (894 punten) 110m horden: 18de in 15,39 (808 punten) discuswerpen: 12de met 44,04m (763 punten) polsstokhoogspringen: 5de met 4,80m (1005 punten) speerwerpen: 15de met 56,92m (723 punten) 1500m: 2de in 4.17,70 totaal: 8047 punten |
|                                                                                |                        |           | |
| Angela Bailey                                                                  | 100m (v)               | 6e        | serie 4: 3de in 11,56 kwartfinale 1: 2de in 11,47 halve finale 2: 3de in 11,54 finale: 6de in 11,40 |
| France Gareau                                                                  | 100m (v)               | 11e       | serie 3: 5de in 11,66 kwartfinale 3: 6de in 11,88 |
| Angella Taylor                                                                 | 100m (v)               | 8e        | serie 5: 1ste in 11,23 kwartfinale 2: 3de in 11,42 halve finale 1: 4de in 11,36 finale: 8ste in 11,62 |
| Angela Bailey                                                                  | 200m (v)               | 9e        | serie 1: 4de in 24,15 kwartfinale 1: 3de in 22,97 halve finale 2: 5de in 22,75 |
| Marita Payne                                                                   | 200m (v)               | DNS       | serie 2: niet gestart |
| Angella Taylor                                                                 | 200m (v)               | DNS       | serie 3: niet gestart |
| Charmaine Crooks                                                               | 400m (v)               | 7e        | serie 1: 2de in 52,04 halve finale 1: 3de in 51,53 finale: 7de in 50,45 |
| Molly Killingbeck                                                              | 400m (v)               | 9e        | serie 2: 3de in 52,77 halve finale 2: 5de in 51,72 |
| Marita Payne                                                                   | 400m (v)               | 4e        | serie 3: 2de in 52,89 halve finale 2: 3de in 50,94 finale: 4de in 49,91 |
| Ranza Clark                                                                    | 800m (v)               | 15e       | serie 1: 4de in 2.04,67 halve finale 1: 8ste in 2.05,42 |
| Christine Slythe-Wynn                                                          | 800m (v)               | 14e       | serie 3: 3de in 2.04,17 halve finale 1: 7de in 2.04,95 |
| Grace Verbeek                                                                  | 800m (v)               | 11e       | serie 4: 4de in 2.04,16 halve finale 2: 7de in 2.03,23 |
| Brit McRoberts                                                                 | 1500m (v)              | 7e        | serie 1: 5de in 4.10,64 finale: 7de in 4.05,98 |
| Debbie Scott                                                                   | 1500m (v)              | 10e       | serie 2: 6de in 4.09,16 finale: 10de in 4.10,41 |
| Geri Fitch                                                                     | 3000m (v)              | 20e       | serie 3: 6de in 9.07,18 |
| Sue French                                                                     | 3000m (v)              | 21e       | serie 2: 8ste in 9.24,66 |
| Lynn Williams                                                                  | 3000m (v)              | Brons     | serie 2: 2de in 8.45,77 finale: 3de in 8.42,14 |
| Sylvia Malgadey-Forgrave                                                       | 100m horden (v)        | 11e       | serie 3: 4de in 13,47 halve finale 1: 6de in 13,42 |
| Sue Bradley-Kameli                                                             | 100m horden (v)        | 14e       | serie 4: 3de in 13,72 halve finale 2: 8ste in 13,65 |
| Karen Nelson                                                                   | 100m horden (v)        | 17e       | serie 1: 5de in 13,77 |
| Andrea Page                                                                    | 400m horden (v)        | 15e       | serie 4: 4de in 59,09 halve finale 1: 8ste in 57,89 |
| Dana Wright                                                                    | 400m horden (v)        | 18e       | serie 2: 6de in 58,17 |
| Angela Bailey Marita Payne Angella Taylor-Issajenko France Gareau              | 4x100m (v)             | Zilver    | serie 2: 2de in 43,53 finale: 2de in 42,77 |
| Charmaine Crooks Jillian Richardson Molly Killingbeck Marita Payne Dana Wright | 4x400m (v)             | Zilver    | serie 2: 3de in 3.33,78 finale: 2de in 3.21,21 |
| Jacqueline Gareau                                                              | marathon (v)           | DNF       | niet gefinisht |
| Anne Marie Malone                                                              | marathon (v)           | 17e       | 2:36.33 |
| Sylvie Ruegger                                                                 | marathon (v)           | 8e        | 2:29.09 |
| Debbie Brill                                                                   | hoogspringen (v)       | DNF       | kwalificatie groep A: 4de met 1,90m finale: 5de met 1,94m |
| Brigitte Reid                                                                  | hoogspringen (v)       | 27e       | kwalificatie groep B: 13de met 1,70m |
| Carmen Ionesco                                                                 | kogelstoten (v)        | 12e       | 15,25m |
| Carmen Ionesco                                                                 | discuswerpen (v)       | 13e       | kwalificatie groep B: 6de met 52,28m |
| Jill Ross Giffen                                                               | zevenkamp (v)          | 15e       | 100m horden: 9de in 13,72 (902 punten) hoogspringen: 17de met 1,68m (915 punten) kogelstoten: 20ste met 11,71m (701 punten) 200m: 14de in 25,22 (827 punten) verspringen: 13de met 6,00m (906 punten) speerwerpen: 9de met 39,38m (756 punten) 800m: 4de in 2.11,97 (897 punten) totaal: 5904 punten |
| Connie Polman-Tuin                                                             | zevenkamp (v)          | 16e       | 100m horden: 19de in 14,18 (843 punten) hoogspringen: 22ste met 1,56m (791 punten) kogelstoten: 5de met 13,16m (789 punten) 200m: 7de in 24,68 (875 punten) verspringen: 15de met 5,89m (882 punten) speerwerpen: 10de met 36,36m (708 punten) 800m: 16de in 2.22,34 (760 punten) totaal: 5648 punten |
| Donna Smellie                                                                  | zevenkamp (v)          | 17e       | 100m horden: 17de in 14,09 (855 punten) hoogspringen: 17de met 1,68m (915 punten) kogelstoten: 16de met 12,25m (734 punten) 200m: 15de in 25,29 (821 punten) verspringen: 12de met 6,04m (915 punten) speerwerpen: 15de met 34,08m (670 punten) 800m: 18de in 2.25,10 (728 punten) totaal: 5638 punten |

### Basketbal

#### Mannen
| Olympiër | Onderdeel | Resultaat | Prestatie |
| --- | --------- | --------- | --- |
| John Hatch Gord Herbert Gerald Kazanowski Howie Kelsey Danny Meagher Eli Pasquale Romel Raffin Tony Simms Karl Tilleman Jay Triano Bill Wennington Greg Wiltjer | mannen    | 4e        | groep B: 3de V van Spanje: 82-83 V van Verenigde Staten: 68-89 W van China: 121-80 W van Uruguay: 95-80 W van Frankrijk: 96-69 kwartfinale: W van Italië: 78-72 halve finale: V van Verenigde Staten: 59-78 bronzen finale: V van Joegoslavië: 82-88 |

| Groep B |                  |             |             |             |            |            |            |        |
| #       | Land             | Wedstrijden | Wedstrijden | Wedstrijden | Doelpunten | Doelpunten | Doelpunten | Punten |
| #       | Land             | G           | W           | V           | V          | T          | Saldo      | Punten |
| 1       | Verenigde Staten | 5           | 5           | 0           | 511        | 315        | +196       | 10     |
| 2       | Spanje           | 5           | 4           | 1           | 457        | 438        | +19        | 9      |
| 3       | Canada           | 5           | 3           | 2           | 462        | 401        | +61        | 8      |
| 4       | Uruguay          | 5           | 2           | 3           | 403        | 460        | -57        | 7      |
| 5       | China            | 5           | 1           | 4           | 364        | 477        | -113       | 6      |
| 6       | Frankrijk        | 5           | 0           | 5           | 383        | 489        | -106       | 5      |

| Ronde          | Datum       | Plaats           | Land   | Score     | Land |
| -------------- | ----------- | ---------------- | ------ | --------- | ---- |
| Groepsfase     |             |                  |        |           |      |
| 29 juli        | Los Angeles | Spanje           | 83-82  | Canada    |      |
| 31 juli        | Los Angeles | Verenigde Staten | 89-68  | Canada    |      |
| 1 augustus     | Los Angeles | China            | 80-121 | Canada    |      |
| 3 augustus     | Los Angeles | Canada           | 95-80  | Uruguay   |      |
| 4 augustus     | Los Angeles | Canada           | 96-69  | Frankrijk |      |
| Kwartfinale    |             |                  |        |           |      |
| 6 augustus     | Los Angeles | Italië           | 72-78  | Canada    |      |
| Halve finale   |             |                  |        |           |      |
| 8 augustus     | Los Angeles | Verenigde Staten | 78-59  | Canada    |      |
| Bronzen finale |             |                  |        |           |      |
| 10 augustus    | Los Angeles | Joegoslavië      | 88-82  | Canada    |      |

#### Vrouwen
| Olympiër | Onderdeel | Resultaat | Prestatie |
| --- | --------- | --------- | --- |
| Andrea Blackwell Candi Clarkson-Lohr Debbie Huband Toni Kordic Alison Lang Tracie McAra Anna Pendergast Lynn Polson Carol Sealey Bev Smith Sylvia Sweeney Misty Thomas | vrouwen   | 4e        | groepsfase: 4de V van Zuid-Korea: 62-67 W van China: 66-61 W van Australië: 56-45 V van Joegoslavië: 68-69 V van Verenigde Staten: 61-92 bronzen finale: V van China: 57-63 |

| Groepsfase |                  |             |             |             |            |            |            |        |
| #          | Land             | Wedstrijden | Wedstrijden | Wedstrijden | Doelpunten | Doelpunten | Doelpunten | Punten |
| #          | Land             | G           | W           | V           | V          | T          | Saldo      | Punten |
| 1          | Verenigde Staten | 5           | 5           | 0           | 431        | 265        | +166       | 10     |
| 2          | Zuid-Korea       | 5           | 4           | 1           | 292        | 302        | -10        | 9      |
| 3          | Canada           | 5           | 2           | 3           | 313        | 335        | -23        | 7      |
| 4          | China            | 5           | 2           | 3           | 318        | 348        | -30        | 7      |
| 5          | Australië        | 5           | 1           | 4           | 267        | 317        | -50        | 6      |
| 6          | Joegoslavië      | 5           | 1           | 4           | 293        | 347        | -54        | 6      |

| Ronde          | Datum       | Plaats     | Land  | Score            | Land |
| -------------- | ----------- | ---------- | ----- | ---------------- | ---- |
| Groepsfase     |             |            |       |                  |      |
| 30 juli        | Los Angeles | Zuid-Korea | 67-62 | Canada           |      |
| 31 juli        | Los Angeles | China      | 61-66 | Canada           |      |
| 2 augustus     | Los Angeles | Australië  | 45-56 | Canada           |      |
| 3 augustus     | Los Angeles | Canada     | 68-69 | Joegoslavië      |      |
| 5 augustus     | Los Angeles | Canada     | 61-92 | Verenigde Staten |      |
| Bronzen finale |             |            |       |                  |      |
| 7 augustus     | Los Angeles | China      | 63-57 | Canada           |      |

### Boksen
| Olympiër         | Onderdeel   | Resultaat | Prestatie |
| ---------------- | ----------- | --------- | --- |
| Bill Dunlop      | -51kg (m)   | 17e       | 1ste ronde: V van TUR Can: 0-5 |
| Dale Walters     | -54kg (m)   | Brons     | 1ste ronde: vrij 2de ronde W van ALG Kouchane: 5-0 3de ronde: W van JPN Takami: 5-0 kwartfinale: W van ARG Decima: 5-0 halve finale: V van MEX López: 0-5                                                                                |
| Steve Pagendam   | -57kg (m)   | 17e       | 1ste ronde: W van NIG Soumana: scheidsrechterlijke beslissing 2de ronde V van IRL Fitzgerald: 2-3 |
| John Kalbhenn    | -60kg (m)   | 9e        | 1ste ronde: vrij 2de ronde: W van MAD Randrinasolo: scheidsrechterlijke beslissing 3de ronde V van FRG Gies: 0-5 |
| Denis Lambert    | -63,5kg (m) | 17e       | 1ste ronde: vrij 2de ronde: V van YUG Puzović: 0-5 |
| Wayne Gordon     | -67kg (m)   | 33e       | 1ste ronde: V van USA Breland: 0-5 |
| Shawn O'Sullivan | -71kg (m)   | Zilver    | 1ste ronde: vrij 2de ronde W van LIB Halibi: scheidsrechterlijke beslissing 3de ronde: W van KOR Ahn: scheidsrechterlijke beslissing kwartfinale: W van GBR Douglas: 5-0 halve finale: W van FRA Tiozzo: 5-0 finale: V van USA Tate: 0-5 |
| Rick Duff        | -75kg (m)   | 9e        | 1ste ronde: W van AUS Cannon: 5-0 2de ronde V van KOR Shin: 1-4 |
| Willie DeWit     | -91kg (m)   | Zilver    | 1ste ronde: vrij 2de ronde W van ALG Boudchiche: 5-0 kwartfinale: W van UGA Owiny: knock-out halve finale: W van NED Vanderlyde: 3-2 finale: V van USA Tillman: 0-5                                                                      |
| Lennox Lewis     | +91kg (m)   | 5e        | 1ste ronde: W van PAK Yousuf: 5-0 kwartfinale: V van USA Biggs: 0-5 |

### Boogschieten
| Olympiër       | Onderdeel       | Resultaat | Prestatie                                                                              |
| -------------- | --------------- | --------- | -------------------------------------------------------------------------------------- |
| Linda Kazienko | individueel (v) | 25e       | 1ste ronde: 22ste met 1220 punten 2de ronde: 29ste met 1201 punten totaal: 2421 punten |
| Lucile Lemay   | individueel (v) | 33e       | 1ste ronde: 29ste met 1205 punten 2de ronde: 34ste met 1174 punten totaal: 2379 punten |
| Wanda Sadegur  | individueel (v) | 36e       | 1ste ronde: 35ste met 1177 punten 2de ronde: 35ste met 1172 punten totaal: 2349 punten |

### Gewichtheffen
| Olympiër          | Onderdeel   | Resultaat | Prestatie                                                       |
| ----------------- | ----------- | --------- | --------------------------------------------------------------- |
| Claude Dallaire   | -67,5kg (m) | DNF       | trekken: geen geldige poging                                    |
| Jacques Demers    | -75kg (m)   | Zilver    | trekken: 2de met 137,5kg stoten: 2de met 187,5kg totaal: 335kg  |
| Michel Pietracupa | -75kg (m)   | 9e        | trekken: 13de met 135kg stoten: 6de met 175kg totaal: 310kg     |
| Yvan Darsigny     | -82,5kg (m) | 7e        | trekken: 7de met 142,5kg stoten: 5de met 180kg totaal: 322,5kg  |
| Denis Garon       | -90kg (m)   | 12e       | trekken: 16de met 147,5kg stoten: 9de met 192,5kg totaal: 340kg |
| Kevin Roy         | -100kg (m)  | 4e        | trekken: 5de met 160kg stoten: 4de met 197,5kg totaal: 357,5kg  |
| Albert Squires    | -110kg (m)  | 5e        | trekken: 5de met 165kg stoten: 5de met 200kg totaal: 365kg      |

### Gymnastiek
| Olympiër                                                                                 | Onderdeel                | Resultaat | Prestatie |
| Ritmisch                                                                                 | Ritmisch                 | Ritmisch  | Ritmisch |
| ---------------------------------------------------------------------------------------- | ------------------------ | --------- | --- |
| Adrianne Dunnett                                                                         | individueel (v)          | 17e       | kwalificatie: 17de hoepel: 14de met 9,30 punten bal: 25ste met 8,95 punten knotsen: 11de met 9,30 punten lint: 24ste met 8,65 punten totaal: 36,20 punten finale: hoepel: 15de met 9,30 punten bal: 16de met 9,30 punten knotsen: 17de met 9,20 punten lint: 19de met 8,80 punten totaal: 54,70 punten |
| Lori Fung                                                                                | individueel (v)          | Goud      | kwalificatie: 3de hoepel: 2de met 9,65 punten bal: 7de met 9,35 punten knotsen: 4de met 9,60 punten lint: 8ste met 9,20 punten totaal: 37,80 punten finale: hoepel: 2de met 9,70 punten bal: 2de met 9,75 punten knotsen: 1ste met 9,80 punten lint: 1ste met 9,80 punten totaal: 57,95 punten |
| Turnen                                                                                   |                          |           | |
| Warren Long                                                                              | sprong (m)               | 7e        | kwalificatie: 6de met 9,70 punten finale: 7de met 19,700 punten |
| Philippe Chartrand                                                                       | meerkamp individueel (m) | 18e       | kwalificatie: 28ste vloer: 36ste met 19,10 punten sprong: 40ste met 19,45 punten brug: 31ste met 19,15 punten rekstok: 12de met 19,70 punten ringen: 15de met 19,50 punten paard met bogen: 41ste met 18,85 punten totaal: 115,75 punten finale: vloer: 33ste met 9,45 punten sprong: 27ste met 9,50 punten brug: 3de met 9,90 punten rekstok: 12de met 9,80 punten ringen: 30ste met 9,20 punten paard met bogen: 3de met 9,95 punten totaal: 115,675 punten     |
| Daniel Gaudet                                                                            | meerkamp individueel (m) | 33e       | kwalificatie: 43ste vloer: 21ste met 19,35 punten sprong: 63ste met 19,20 punten brug: 50ste met 18,75 punten rekstok: 48ste met 19,20 punten ringen: 12de met 19,55 punten paard met bogen: 58ste met 18,55 punten totaal: 114,60 punten finale: vloer: 21ste met 9,70 punten sprong: 35ste met 8,65 punten brug: 3de met 9,90 punten rekstok: 34ste met 9,55 punten ringen: 27ste met 9,30 punten paard met bogen: 33ste met 9,15 punten totaal: 113,550 punten |
| Warren Long                                                                              | meerkamp individueel (m) | 19e       | kwalificatie: 38ste vloer: 35ste met 19,15 punten sprong: 6de met 19,70 punten brug: 37ste met 19,00 punten rekstok: 56ste met 19,10 punten ringen: 51ste met 19,05 punten paard met bogen: 30ste met 19,05 punten totaal: 115,05 punten finale: vloer: 11de met 9,80 punten sprong: 23ste met 9,60 punten brug: 15de met 9,80 punten rekstok: 18de met 9,75 punten ringen: 21ste met 9,45 punten paard met bogen: 16de met 9,70 punten totaal: 115,625 punten    |
| Frank Nutzenberger                                                                       | meerkamp individueel (m) | 49e       | kwalificatie: vloer: 49ste met 18,90 punten sprong: 56ste met 19,30 punten brug: 46ste met 18,85 punten rekstok: 25ste met 19,50 punten ringen: 42ste met 19,20 punten paard met bogen: 58ste met 18,55 punten totaal: 114,30 punten |
| Brad Peters                                                                              | meerkamp individueel (m) | 37e       | kwalificatie: vloer: 60ste met 18,60 punten sprong: 40ste met 19,45 punten brug: 27ste met 19,20 punten rekstok: 51ste met 19,15 punten ringen: 33ste met 19,30 punten paard met bogen: 12de met 19,45 punten totaal: 115,15 punten |
| Allan Reddon                                                                             | meerkamp individueel (m) | 51e       | kwalificatie: vloer: 25ste met 19,30 punten sprong: 16de met 19,60 punten brug: 37ste met 19,00 punten rekstok: 45ste met 19,25 punten ringen: 46ste met 19,10 punten paard met bogen: 66ste met 17,80 punten totaal: 114,05 punten |
| Philippe Chartrand Daniel Gaudet Warren Long Frank Nutzenberger Brad Peters Allan Reddob | meerkamp team (m)        | 7e        | vloer: 7de met 95,90 punten sprong: 7de met 97,50 punten brug: 8ste met 95,40 punten rekstok: 8ste met 96,95 punten ringen: 5de met 96,65 punten paard met bogen: 7de met 94,75 punten totaal: 577,15 punten |
|                                                                                          |                          |           | |
| Kelly Brown                                                                              | sprong (v)               | 7e        | kwalificatie: 16de met 9,40 punten finale: 6de met 19,425 punten |
| Anita Botnen                                                                             | meerkamp individueel (v) | 17e       | kwalificatie: 23ste vloer: 23ste met 19,15 punten sprong: 56ste met 18,65 punten brug: 23ste met 18,80 punten balk: 19de met 18,95 punten totaal: 75,45 punten finale: vloer: 20ste met 9,40 punten sprong: 20ste met 9,65 punten brug: 15de met 9,75 punten balk: 17de met 9,45 punten totaal: 76,025 punten |
| Kelly Brown                                                                              | meerkamp individueel (v) | 50e       | kwalificatie: vloer: 62ste met 18,15 punten sprong: 16de met 19,40 punten brug: 44ste met 18,15 punten balk: 56ste met 17,80 punten totaal: 73,50 punten |
| Andrea Thomas                                                                            | meerkamp individueel (v) | 14e       | kwalificatie: 23ste vloer: 19de met 19,20 punten sprong: 21ste met 19,25 punten brug: 27ste met 18,70 punten balk: 28ste met 18,70 punten totaal: 75,85 punten finale: vloer: 9de met 9,65 punten sprong: 31ste met 9,55 punten brug: 15de met 9,75 punten balk: 24ste met 9,35 punten totaal: 76,225 punten |
| Jessica Tudos                                                                            | meerkamp individueel (v) | 36e       | kwalificatie: vloer: 37ste met 18,90 punten sprong: 36ste met 19,00 punten brug: 42ste met 18,30 punten balk: 33ste met 18,55 punten totaal: 74,75 punten |
| Bonnie Wittmeier                                                                         | meerkamp individueel (v) | 13e       | kwalificatie: 23ste vloer: 40ste met 18,80 punten sprong: 28ste met 19,15 punten brug: 21ste met 18,85 punten balk: 17de met 19,05 punten totaal: 75,85 punten finale: vloer: 10de met 9,60 punten sprong: 25ste met 9,60 punten brug: 21ste met 9,65 punten balk: 10de met 9,60 punten totaal: 76,375 punten |
| Gigi Zosa                                                                                | meerkamp individueel (v) | 28e       | kwalificatie: vloer: 30ste met 19,05 punten sprong: 28ste met 19,15 punten brug: 36ste met 18,45 punten balk: 26ste met 18,75 punten totaal: 75,40 punten |
| Anita Botnen Kelly Brown Andrea Thomas Jessica Tudos Bonnie Wittmeier Gigi Zosa          | meerkamp team (v)        | 5e        | vloer: 5de met 95,45 punten sprong: 5de met 95,95 punten brug: 5de met 93,50 punten balk: 4de met 94,00 punten totaal: 378,90 punten |

### Hockey

#### Mannen
| Olympiër | Onderdeel | Resultaat | Prestatie |
| --- | --------- | --------- | --- |
| Julian Austin Ken Goodwin Pat Caruso David Bissett Patrick Burrows Rob Smith Neki Sandhu Ernest Cholakis Kip Hladky Paul Chohan Ross Rutledge Reg Plummer Harbhajan Rai Bruce MacPherson Trevor Porritt Aaron Fernandes | mannen    | 10e       | groep B: 6de V van Nederland: 1-4 V van Groot-Brittannië: 1-3 V van Kenia: 2-3 V van Pakistan: 1-7 G van Nieuw-Zeeland: 2-2 9-12de plek: W van Maleisië: 1-0 9-10de plek: V van Kenia: 0-1 |

| Groep B |                  |             |             |             |             |            |            |            |        |
| #       | Land             | Wedstrijden | Wedstrijden | Wedstrijden | Wedstrijden | Doelpunten | Doelpunten | Doelpunten | Punten |
| #       | Land             | G           | W           | G           | V           | V          | T          | Saldo      | Punten |
| 1       | Groot-Brittannië | 5           | 4           | 1           | 0           | 10         | 5          | +5         | 9      |
| 2       | Pakistan         | 5           | 2           | 3           | 0           | 16         | 7          | +9         | 7      |
| 3       | Nederland        | 5           | 3           | 1           | 1           | 16         | 9          | +7         | 7      |
| 4       | Nieuw-Zeeland    | 5           | 1           | 2           | 2           | 10         | 10         | 0          | 4      |
| 5       | Kenia            | 5           | 1           | 0           | 4           | 5          | 14         | -9         | 2      |
| 6       | Canada           | 5           | 0           | 1           | 4           | 7          | 19         | -12        | 1      |

| Ronde       | Datum       | Plaats   | Land | Score            | Land |
| ----------- | ----------- | -------- | ---- | ---------------- | ---- |
| Groepsfase  |             |          |      |                  |      |
| 30 juli     | Los Angeles | Canada   | 1-4  | Nederland        |      |
| 1 augustus  | Los Angeles | Canada   | 1-3  | Groot-Brittannië |      |
| 3 augustus  | Los Angeles | Canada   | 2-3  | Kenia            |      |
| 5 augustus  | Los Angeles | Canada   | 1-7  | Pakistan         |      |
| 7 augustus  | Los Angeles | Canada   | 2-2  | Nieuw-Zeeland    |      |
| 9-12de plek |             |          |      |                  |      |
| 8 augustus  | Los Angeles | Maleisië | 0-1  | Canada           |      |
| 9-10de plek |             |          |      |                  |      |
| 10 augustus | Los Angeles | Canada   | 0-1  | Kenia            |      |

#### Vrouwen
| Olympiër | Onderdeel | Resultaat | Prestatie |
| --- | --------- | --------- | --- |
| Shelley Andrews Lisa Bauer Sharon Bayes Lynne Beecroft Laura Branchaud Nancy Charlton Sharon Creelman Phyllis Ellis Sheila Forshaw Karen Hewlett Laurie Lambert Zoe Mackinnon Jean Major Darlene Stoyka Diane Virjee Terry Wheatley | vrouwen   | e         | groepsfase: 5de V van Verenigde Staten: 1-4 V van Bondsrepubliek Duitsland: 0-3 V van Australië: 1-2 G van Nederland: 2-2 V van Nieuw-Zeeland: 1-4 |

| Groep A |                          |             |             |             |             |            |            |            |        |
| #       | Land                     | Wedstrijden | Wedstrijden | Wedstrijden | Wedstrijden | Doelpunten | Doelpunten | Doelpunten | Punten |
| #       | Land                     | G           | W           | G           | V           | V          | T          | Saldo      | Punten |
| 1       | Nederland                | 5           | 4           | 1           | 0           | 14         | 6          | +8         | 9      |
| 2       | Bondsrepubliek Duitsland | 5           | 2           | 2           | 1           | 9          | 9          | 0          | 6      |
| 3       | Verenigde Staten         | 5           | 2           | 1           | 2           | 9          | 7          | +2         | 5      |
| 4       | Australië                | 5           | 2           | 1           | 2           | 9          | 7          | +2         | 5      |
| 5       | Canada                   | 5           | 2           | 1           | 2           | 9          | 11         | -2         | 5      |
| 6       | Nieuw-Zeeland            | 5           | 0           | 0           | 5           | 2          | 12         | -10        | 0      |

| Ronde       | Datum       | Plaats                   | Land | Score         | Land |
| ----------- | ----------- | ------------------------ | ---- | ------------- | ---- |
| Groepsfase  |             |                          |      |               |      |
| 1 augustus  | Los Angeles | Verenigde Staten         | 4-1  | Canada        |      |
| 3 augustus  | Los Angeles | Bondsrepubliek Duitsland | 3-0  | Canada        |      |
| 5 augustus  | Los Angeles | Australië                | 1-2  | Canada        |      |
| 7 augustus  | Los Angeles | Canada                   | 2-2  | Nederland     |      |
| 10 augustus | Los Angeles | Canada                   | 4-1  | Nieuw-Zeeland |      |

### Judo
| Olympiër        | Onderdeel       | Resultaat | Prestatie |
| --------------- | --------------- | --------- | --------- |
| Phil Takahashi  | -60kg (m)       | 18e       |           |
| Brad Farrow     | -66kg (m)       | 14e       |           |
| Glenn Beauchamp | -71kg (m)       | 5e        |           |
| Kevin Doherty   | -78kg (m)       | 7e        |           |
| Louis Jani      | -86kg (m)       | 18e       |           |
| Joseph Meli     | -95kg (m)       | 5e        |           |
| Mark Berger     | +95kg (m)       | Brons     |           |
| Fred Blaney     | open klasse (m) | 9e        |           |

### Kanovaren
| Olympiër                                                  | Onderdeel     | Resultaat | Prestatie                                                                                                   |
| --------------------------------------------------------- | ------------- | --------- | --- |
| Larry Cain                                                | C-1 500m (m)  | Goud      | serie 2: 2de in 2.04,30 halve finale 3: 1ste in 2.02,60 finale: 1ste in 1.57,91                             |
| Larry Cain                                                | C-1 1000m (m) | Zilver    | serie 1: 2de in 4.20,10 finale: 2de in 4.08,67                                                              |
| Steve Botting Eric Smith                                  | C-2 500m (m)  | 5e        | serie 2: 2de in 1.51,37 finale: 5de in 1.48,81                                                              |
| Steve Botting Eric Smith                                  | C-2 1000m (m) | 7e        | serie 2: 4de in 3.56,60 halve finale: 2de in 3.54,49 finale: 7de in 3.56,99                                 |
| Scott Oldershaw                                           | K-1 500m (m)  | 14e       | serie 3: 4de in 1.55,20 herkansingen: 4de in 1.55,82 halve finale 1: 5de in 1.52,53                         |
| Alan Thomson                                              | K-1 1000m (m) | 11e       | serie 1: 6de in 4.03,83 herkansingen: 1ste in 3.56,64 halve finale 1: 5de in 3.58,41                        |
| Hugh Fisher Alwyn Morris                                  | K-2 500m (m)  | Brons     | serie 2: 1ste in 1.36,30 halve finale 2: 1ste in 1.35,45 finale: 3de in 1.35,41                             |
| Hugh Fisher Alwyn Morris                                  | K-2 1000m (m) | Goud      | serie 1: 1ste in 3.29,21 halve finale 1: 1ste in 3.29,09 finale: 1ste in 3.24,22                            |
| Don Brien Mark Holmes Don Irvine Colin Shaw               | K-4 1000m (m) | 9e        | serie 1: 4de in 3.08,07 herkansingen: 1ste in 3.16,52 halve finale 3: 2de in 3.09,10 finale: 9de in 3.06,66 |
|                                                           |               |           | |
| Scott Oldershaw                                           | K-1 500m (v)  | 7e        | serie 2: 4de in 2.06,94 herkansingen: 1ste in 2.03,73 finale: 7de in 2.02,49                                |
| Alexandra Barre Susan Holloway                            | K-2 500m (v)  | Zilver    | serie 1: 1ste in 1.51,41 finale: 2de in 1.47,13                                                             |
| Alexandra Barre Lucie Guay Susan Holloway Barbara Olmsted | K-4 500m (v)  | Brons     | 1.39,40 |

### Roeien
| Olympiër | Onderdeel       | Resultaat | Prestatie                                                                                                   |
| --- | --------------- | --------- | --- |
| Robert Mills | skiff (m)       | Brons     | serie 2: 1ste in 7.24,10 halve finale 1: 2de in 7.20,88 finale: 3de in 7.10,38                              |
| Peter MacGowan Tim Storm | dubbel-twee (m) | 6e        | serie 2: 4de in 6.49,88 herkansingen: 1ste in 6.38,33 finale: 6de in 6.46,68                                |
| John Houlding Jim Relle | twee-zonder (m) | 13e       | serie 1: 4de in 7.07,70 herkansingen: 4de                                                                   |
| Harold Backer Tan Barkley Tony Zasada | twee-met (m)    | 5e        | serie 2: 4de in 7.24,52 herkansingen: 2de in 7.23,74 finale: 5de in 7.18,98                                 |
| Doug Hamilton Mike Hughes Phil Monckton Bruce Ford                                                                                        | dubbel-vier (m) | Brons     | serie 2: 3de in 6.02,08 herkansingen: 1ste in 6.07,93 finale: 3de in 5.59,07                                |
| Stephen Beatty Ted Gibson David Johnson Tim Turner                                                                                        | vier-zonder (m) | 7e        | serie 1: 4de in 6.24,79 herkansingen: 3de in 6.28,11 finale B: 1ste in 6.26,10                              |
| Tim Christian Richard Doey Dave Ross Paul Tessier Nick Toulmin                                                                            | vier-met (m)    | 5e        | serie 1: 3de in 6.29,19 herkansingen: 4de finale: 5de in 6.28,78                                            |
| Pat Turner Kevin Neufeld Mark Evans Grant Main Paul Steele Michael Evans Dean Crawford Blair Horn Brian McMahon                           | acht (m)        | Goud      | serie 1: 2de in 5.50,44 herkansingen: 2de finale: 1ste in 5.41,32                                           |
| |                 |           | |
| Andrea Schreiner | skiff (v)       | 4e        | serie 1: 2de in 3.48,20 herkansingen: 1ste in 3.52,10 halve finale 1: 3de in 3.59,02 finale: 4de in 3.45,97 |
| Silken Laumann Daniele Laumann | dubbel-twee (v) | Brons     | serie 1: 2de in 3.26,72 herkansingen: 3de finale: 3de in 3.29,82                                            |
| Elizabeth Craig Patricia Smith | twee-zonder (v) | Zilver    | 3.36,03 |
| Vicki Harber Janice Mason Lisa Roy Carolyn Trono Dolores Young                                                                            | dubbel-vier (v) | 7e        | serie 1: 3de in 3.19,83 herkansingen: 5de                                                                   |
| Marilyn Brain Angela Schneider Barbara Armbrust Jane Tregunno Lesley Thompson                                                             | vier-met (v)    | Zilver    | serie 2: 1ste in 3.23,45 finale: 2de in 3.21,55                                                             |
| Lesley Anderson-Herweck Christine Clarke Carol Colgan Gail Cort Joanie Gillingham Kathey Lichty Cathy Lund Lisa Robertson Kay Worthington | acht (v)        | 4e        | 3.03,64 |

### Paardensport
| Olympiër                                                | Onderdeel   | Resultaat | Prestatie |
| Dressuur                                                | Dressuur    | Dressuur  | Dressuur |
| ------------------------------------------------------- | ----------- | --------- | --- |
| Bonny Chesson                                           | individueel | 20e       | kwalificatie: 20ste met 1496 punten |
| Christilot Hanson-Boylen                                | individueel | 10e       | kwalificatie: 12de met 1540 punten finale: 10de met 1237 punten                                                                                 |
| Eva Maria Pracht                                        | individueel | 25e       | kwalificatie: 25ste met 1467 punten |
| Bonny Chesson Christilot Hanson-Boylen Eva Maria Pracht | team        | 7e        | 4503 punten |
| Eventing                                                |             |           | |
| Liz Ashton                                              | individueel | 38e       | dressuur: 34ste met 69,60 strafpunten dressuur: 38ste met 131,60 strafpunten springconcours: 1ste met 0 strafpunten totaal: 201,20 strafpunten  |
| Martha Griggs                                           | individueel | 35e       | dressuur: 39ste met 74,00 strafpunten dressuur: 36ste met 120,40 strafpunten springconcours: 1ste met 0 strafpunten totaal: 194,40 strafpunten  |
| Kelly Plitz                                             | individueel | 25e       | dressuur: 31ste met 67,40 strafpunten crosscountry: 26ste met 36 strafpunten springconcours: 23ste met 5 strafpunten totaal: 108,40 strafpunten |
| Edie Tarves                                             | individueel | 33e       | dressuur: 21ste met 63,60 strafpunten dressuur: 35ste met 102 strafpunten springconcours: 1ste met 0 strafpunten totaal: 165,60 strafpunten     |
| Liz Ashton Martha Griggs Kelly Plitz Edie Tarves        | team        | 10e       | dressuur: 9de met 200,60 strafpunten dressuur: 10de met 258,40 strafpunten springconcours: 1ste met 0 strafpunten totaal: 468,40 strafpunten    |
| Springconcours                                          |             |           | |
| Mario Deslauriers                                       | individueel | 4e        | 1ste ronde: 3de met 4 strafpunten 2de ronde: 2de met 4 strafpunten totaal: 8 strafpunten                                                        |
| Hugh Graham                                             | individueel | 19e       | 1ste ronde: 24ste met 13 strafpunten 2de ronde: 10de met 8 strafpunten totaal: 21 strafpunten                                                   |
| Ian Millar                                              | individueel | 14e       | 1ste ronde: 15de met 12 strafpunten 2de ronde: 10de met 8 strafpunten totaal: 20 strafpunten                                                    |
| Mario Deslauriers Hugh Graham Ian Millar                | team        | 4e        | 1ste ronde: 4de met 24 strafpunten 2de ronde: 3de met 16 strafpunten totaal: 40 strafpunten                                                     |

### Schermen
| Olympiër                                                                                               | Onderdeel       | Resultaat | Prestatie |
| --- | --------------- | --------- | --- |
| Jean-Marc Chouinard                                                                                    | degen (m)       | 31e       | 1ste ronde groep 7: 3de met 2 overwinningen kwartfinale 1: 4de met 2 overwinningen                                          |
| Michel Dessureault                                                                                     | degen (m)       | 10e       | 1ste ronde groep 4: 3de met 2 overwinningen kwartfinale 2: 1ste met 4 overwinningen halve finale 3: 3de met 4 overwinningen |
| Daniel Perreault                                                                                       | degen (m)       | 19e       | 1ste ronde groep 9: 2de met 3 overwinningen kwartfinale 5: 3de met 3 overwinningen halve finale 1: 6de met 1 overwinning    |
| Jacques Cardyn Jean-Marc Chouinard Alain Côté Michel Dessureault Daniel Perreault                      | degen team (m)  | 4e        | 1ste ronde groep 3: 2de met 2 overwinningen finale: 4de                                                                     |
| Jean-Marie Banos                                                                                       | sabel (m)       | 27e       | 1ste ronde groep 4: 4de met 3 overwinningen kwartfinale 2: 5de met 0 overwinningen                                          |
| Jean-Paul Banos                                                                                        | sabel (m)       | 19e       | 1ste ronde groep 5: 3de met 2 overwinningen kwartfinale 6: 4de met 1 overwinning halve finale 2: 5de met 1 overwinning      |
| Claude Marcil                                                                                          | sabel (m)       | 27e       | 1ste ronde groep 1: 5de met 1 overwinning kwartfinale 3: 5de met 0 overwinningen                                            |
| Jean-Marie Banos Jean-Paul Banos Marc Lavoie Claude Marcil Eli Sukunda                                 | sabel team (m)  | 7e        | 1ste ronde groep 1: 4de met 0 overwinningen finale: 7de                                                                     |
| |                 |           | |
| Caroline Mitchell                                                                                      | floret (v)      | 36e       | 1ste ronde groep 5: 6de met 1 overwinning                                                                                   |
| Madeleine Philion                                                                                      | floret (v)      | 24e       | 1ste ronde groep 1: 3de met 4 overwinningen kwartfinale 5: 4de met 1 overwinning halve finale 1: 6de met 0 overwinningen    |
| Jacynthe Poirier                                                                                       | floret (v)      | 25e       | 1ste ronde groep 4: 3de met 3 overwinningen kwartfinale 6: 5de met 1 overwinning                                            |
| Caroline Mitchell Shelley Steiner-Wetterberg Madeleine Philion Jacynthe Poirier Marie-Huguette Cormier | floret team (v) | 9e        | 1ste ronde groep 2: 3de met 0 overwinningen                                                                                 |

### Schietsport
| Olympiër                   | Onderdeel                  | Resultaat | Prestatie                                              |
| -------------------------- | -------------------------- | --------- | ------------------------------------------------------ |
| Bob Cheyne                 | 10m luchtgeweer (m)        | 11e       | 581 punten: (97-98-96-96-97-95)                        |
| Bob Cheyne                 | 10m luchtgeweer (m)        | 23e       | 576 punten: (100-95-94-95-95-97)                       |
| Bob Cheyne                 | 50m geweer 3 houdingen (m) | 9e        | 1149 punten: (396-382-371)                             |
| Jean-François Sénécal      | 50m geweer 3 houdingen (m) | 24e       | 1138 punten: (390-377-371)                             |
| Pat Vamplew                | 50m geweer liggend (m)     | 25e       | 589 punten: (99-97-97-97-99-100)                       |
| Robert Zedwane             | 50m geweer liggend (m)     | 30e       | 588 punten: (100-97-98-98-98-97)                       |
| Tom Guinn                  | 50m pistool (m)            | 18e       | 551 punten: (89-91-94-92-94-91)                        |
| Mark Howkins               | 25m snelvuurpistool (m)    | 13e       | 588 punten: (296-292)                                  |
| Jules Sobrian              | 25m snelvuurpistool (m)    | 37e       | 576 punten: (289-287)                                  |
| Mark Bedlington            | 50m bewegend doel (m)      | 20e       | 554 punten: (281-273)                                  |
| David Lee                  | 50m bewegend doel (m)      | 5e        | 580 punten: (293-287)                                  |
|                            |                            |           |                                                        |
| Sharon Bowes               | 10m luchtgeweer (v)        | 4e        | 388 punten: (99-91-100-98)                             |
| Jackie Terry               | 10m luchtgeweer (v)        | 28e       | 372 punten: (93-93-92-94)                              |
| Christina Schulze-Ashcroft | 50m geweer 3 houdingen (v) | 22e       | 554 punten: (196-190-168)                              |
| Sharon Bowes               | 50m geweer 3 houdingen (v) | 19e       | 559 punten: (195-183-181)                              |
| Linda Thom                 | 25m pistool (v)            | Goud      | 585 punten: (95-96-97-98-100-99) shoot-off: 198 punten |
|                            |                            |           |                                                        |
| Daniel Belli               | skeet                      | 47e       | 181 punten                                             |
| Pat Bawtinheimer           | trap                       | 17e       | 183 punten                                             |
| John Primrose              | trap                       | 16e       | 184 punten                                             |

### Schoonspringen
| Olympiër       | Onderdeel     | Resultaat | Prestatie                                                        |
| -------------- | ------------- | --------- | ---------------------------------------------------------------- |
| Mike Mourant   | 3m plank (m)  | 23e       | voorronde: 23ste met 476,19 punten                               |
| Mike Mourant   | 3m plank (m)  | 14e       | voorronde: 14de met 527,97 punten                                |
| David Bédard   | 10m toren (m) | 8e        | voorronde: 11de met 488,04 punten finale: 8ste met 518,13 punten |
| Mark Rourke    | 10m toren (m) | 12e       | voorronde: 12de met 485,58 punten finale: 12de met 434,13 punten |
|                |               |           |                                                                  |
| Sylvie Bernier | 3m plank (v)  | Goud      | voorronde: 3de met 489,51 punten finale: 1ste met 530,70 punten  |
| Debbie Fuller  | 3m plank (v)  | 8e        | voorronde: 11de met 437,04 punten finale: 8ste met 450,99 punten |
| Debbie Fuller  | 10m toren (v) | 6e        | voorronde: 7de met 364,11 punten finale: 6de met 371,49 punten   |
| Kathy Kelemen  | 10m toren (v) | 17e       | voorronde: 17de met 313,77 punten                                |

### Synchroonzwemmen
| Olympiër                      | Onderdeel | Resultaat | Prestatie |
| ----------------------------- | --------- | --------- | --- |
| Carolyn Waldo                 | solo      | Zilver    | kwalificatie: 2de technisch: 2de met 96,700 punten vrij: 2de met 97,80 punten totaal: 194,500 punten finale: technisch: 2de met 96,700 punten vrij: 2de met 98,60 punten totaal: 195,30 punten  |
| Sharon Hambrook Kelly Kryczka | duet      | Zilver    | kwalificatie: 2de technisch: 2de met 96,034 punten vrij: 2de met 97,80 punten totaal: 193,834 punten finale: technisch: 2de met 96,034 punten vrij: 2de met 98,20 punten totaal: 194,234 punten |

### Voetbal
| Olympiër | Onderdeel | Resultaat | Prestatie |
| --- | --------- | --------- | --- |
| Tino Lettieri Bob Lenarduzzi Bruce Wilson Terry Moore Ian Bridge Randy Ragan David Norman Gerry Gray Ken Garraway Dale Mitchell Mike Sweeney Igor Vrablic Pasquale De Luca Paul James John Catliff Craig Martin Sven Habermann | mannen    | 6e        | groep B: 2de G van Irak: 1-1 V van Joegoslavië: 0-1 W van Kameroen: 3-1 kwartfinale: V van Brazilië: 1-1 (2-4) |

| Groep B |             |             |             |             |             |            |            |            |        |
| #       | Land        | Wedstrijden | Wedstrijden | Wedstrijden | Wedstrijden | Doelpunten | Doelpunten | Doelpunten | Punten |
| #       | Land        | G           | W           | G           | V           | V          | T          | Saldo      | Punten |
| 1       | Joegoslavië | 3           | 3           | 0           | 0           | 7          | 3          | +4         | 6      |
| 2       | Canada      | 3           | 1           | 1           | 1           | 4          | 3          | +1         | 3      |
| 3       | Kameroen    | 3           | 1           | 0           | 2           | 3          | 5          | -2         | 2      |
| 4       | Irak        | 3           | 0           | 1           | 2           | 3          | 6          | -3         | 1      |

| Ronde       | Datum     | Plaats      | Land      | Score  | Land |
| ----------- | --------- | ----------- | --------- | ------ | ---- |
| Groepsfase  |           |             |           |        |      |
| 30 juli     | Boston    | Canada      | 1-1       | Irak   |      |
| 1 augustus  | Annapolis | Joegoslavië | 1-0       | Canada |      |
| 3 augustus  | Boston    | Kameroen    | 1-3       | Canada |      |
| Kwartfinale |           |             |           |        |      |
| 6 augustus  | Stanford  | Brazilië    | 1-1 (4-2) | Canada |      |

### Volleybal

#### Mannen
| Olympiër | Onderdeel | Resultaat | Prestatie |
| --- | --------- | --------- | --- |
| Alex Ketrzynski Allan Coulter Dave Jones Don Saxton Garth Pischke Glenn Hoag John Barrett Paul Gratton Randy Wagner Rick Bacon Terry Danyluk Tom Jones | zaal (m)  | 4e        | groep B: 2de V van Italië: 1-3 (15-10, 4-15, 6-15, 7-15) W van Egypte: 3-0 (15-10, 15-9, 15-3) W van China: 3-0 (15-8, 15-7, 15-3) W van Japan: 3-0 (15-10, 15-8, 15-9) halve finale: V van Verenigde Staten: 0-3 (6-15, 10-15, 7-15) bronzen finale: V van Italië: 0-3 (11-15, 12-15, 8-15) |

| Groep B |        |             |             |             |             |             |             |        |        |        |        |
| #       | Land   | Wedstrijden | Wedstrijden | Wedstrijden | Wedstrijden | Wedstrijden | Wedstrijden | Punten | Punten | Punten | Punten |
| #       | Land   | G           | W           | V           | SW          | SV          | SR          | SPW    | SPL    | Saldo  | Punten |
| 1       | Canada | 4           | 3           | 1           | 10          | 3           | +7          | 167    | 122    | +45    | 7      |
| 2       | Italië | 4           | 3           | 1           | 11          | 4           | +7          | 210    | 143    | +67    | 7      |
| 3       | Japan  | 4           | 3           | 1           | 9           | 5           | +4          | 179    | 162    | +17    | 7      |
| 4       | China  | 4           | 1           | 3           | 3           | 9           | -6          | 124    | 160    | -36    | 5      |
| 5       | Egypte | 4           | 0           | 4           | 0           | 12          | -12         | 90     | 183    | -93    | 4      |

| Ronde        | Datum       | Plaats           | Land | Score  | Land |
| ------------ | ----------- | ---------------- | ---- | ------ | ---- |
| Groepsfase   |             |                  |      |        |      |
| 29 juli      | Los Angeles | Italië           | 3-1  | Canada |      |
| 31 juli      | Los Angeles | Canada           | 3-0  | Egypte |      |
| 4 augustus   | Los Angeles | Canada           | 3-0  | China  |      |
| 6 augustus   | Los Angeles | Canada           | 3-0  | Japan  |      |
| Halve finale |             |                  |      |        |      |
| 8 augustus   | Los Angeles | Verenigde Staten | 3-0  | Canada |      |
| Finale       |             |                  |      |        |      |
| 11 augustus  | Los Angeles | Italië           | 3-0  | Canada |      |

#### Vrouwen
| Olympiër | Onderdeel | Resultaat | Prestatie |
| --- | --------- | --------- | --- |
| Diane Ratnik Suzi Smith Tracy Mills Joyce Gamborg Audrey Vandervelden Monica Hitchcock Karen Fraser Rachel Beliveau Lise Martin Caroline Côté Barb Broen-Ouelette Josée Lebel | zaal (v)  | 8e        | groep B: 4de V van Peru: 0-3 (9-15, 10-15, 4-15) V van Zuid-Korea: 0-3 (10-15, 1-15, 3-15) V van Japan: 0-3 (6-15, 6-15, 6-15) 5-8ste plek: V van Bondsrepubliek Duitsland: 0-3 (5-15, 7-15, 1-15) 7-8ste plek: V van Brazilië: 0-3 (9-15, 3-15, 8-15) |

| Groep B |            |             |             |             |             |             |             |        |        |        |        |
| #       | Land       | Wedstrijden | Wedstrijden | Wedstrijden | Wedstrijden | Wedstrijden | Wedstrijden | Punten | Punten | Punten | Punten |
| #       | Land       | G           | W           | V           | SW          | SV          | SR          | SPW    | SPL    | Saldo  | Punten |
| 1       | Japan      | 3           | 3           | 0           | 9           | 1           | +8          | 143    | 73     | +70    | 6      |
| 2       | Peru       | 3           | 2           | 1           | 6           | 5           | +1          | 123    | 125    | -2     | 5      |
| 3       | Zuid-Korea | 3           | 1           | 3           | 6           | 6           | 0           | 137    | 125    | +12    | 4      |
| 4       | Canada     | 3           | 0           | 2           | 0           | 9           | -9          | 55     | 135    | -80    | 3      |

| Ronde       | Datum       | Plaats | Land | Score                    | Land |
| ----------- | ----------- | ------ | ---- | ------------------------ | ---- |
| Groepsfase  |             |        |      |                          |      |
| 30 juli     | Los Angeles | Peru   | 3-0  | Brazilië                 |      |
| 1 augustus  | Los Angeles | Canada | 0-3  | Zuid-Korea               |      |
| 2 augustus  | Los Angeles | Japan  | 3-0  | Brazilië                 |      |
| 5-8ste plek |             |        |      |                          |      |
| 5 augustus  | Los Angeles | Canada | 0-3  | Bondsrepubliek Duitsland |      |
| 7-8ste plek |             |        |      |                          |      |
| 7 augustus  | Los Angeles | Canada | 0-3  | Brazilië                 |      |

### Waterpolo
| Olympiër | Onderdeel | Resultaat | Prestatie |
| --- | --------- | --------- | --- |
| Rick Zayonc Alexander Juhasz George Gross Sylvain Huet John Anderson Paul Pottier Simon Deschamps Brian Collyer Bill Meyer René Bol Gordon Vantol Geoff Brown Dominique Dion | mannen    | 4e        | groep A: 4de V van Joegoslavië: 4-13 V van Nederland: 9-10 V van China: 5-6 finale groep E: 4de V van Griekenland: 8-11 G van Brazilië: 10-10 W van Japan: 8-5 V van Italië: 9-16 |

| Groep A |             |             |             |             |             |            |            |            |        |
| #       | Land        | Wedstrijden | Wedstrijden | Wedstrijden | Wedstrijden | Doelpunten | Doelpunten | Doelpunten | Punten |
| #       | Land        | G           | W           | G           | V           | V          | T          | Saldo      | Punten |
| 1       | Joegoslavië | 3           | 3           | 0           | 0           | 34         | 16         | +18        | 6      |
| 2       | Nederland   | 3           | 2           | 0           | 1           | 25         | 26         | -1         | 4      |
| 3       | China       | 3           | 1           | 0           | 2           | 21         | 27         | -6         | 2      |
| 4       | Canada      | 3           | 0           | 0           | 3           | 18         | 29         | -11        | 0      |

| Ronde      | Datum       | Plaats      | Land | Score  | Land |
| ---------- | ----------- | ----------- | ---- | ------ | ---- |
| Groepsfase |             |             |      |        |      |
| 1 augustus | Los Angeles | Joegoslavië | 13-4 | Canada |      |
| 2 augustus | Los Angeles | Nederland   | 10-9 | Canada |      |
| 3 augustus | Los Angeles | China       | 6-5  | Canada |      |

| Finale groep E |             |             |             |             |             |            |            |            |        |
| #              | Land        | Wedstrijden | Wedstrijden | Wedstrijden | Wedstrijden | Doelpunten | Doelpunten | Doelpunten | Punten |
| #              | Land        | G           | W           | G           | V           | V          | T          | Saldo      | Punten |
| 1              | Italië      | 5           | 4           | 1           | 0           | 63         | 34         | +29        | 9      |
| 2              | Griekenland | 5           | 3           | 2           | 0           | 52         | 41         | +11        | 8      |
| 3              | China       | 5           | 3           | 0           | 2           | 44         | 39         | +5         | 6      |
| 4              | Canada      | 5           | 1           | 1           | 3           | 40         | 48         | -8         | 3      |
| 5              | Japan       | 5           | 1           | 0           | 4           | 30         | 55         | -25        | 2      |
| 6              | Brazilië    | 5           | 0           | 2           | 3           | 40         | 52         | -12        | 2      |

| Ronde       | Datum       | Plaats      | Land  | Score    | Land |
| ----------- | ----------- | ----------- | ----- | -------- | ---- |
| Groepsfase  |             |             |       |          |      |
| 6 augustus  | Los Angeles | Griekenland | 11-8  | Canada   |      |
| 7 augustus  | Los Angeles | Canada      | 10-10 | Brazilië |      |
| 9 augustus  | Los Angeles | Canada      | 8-5   | Japan    |      |
| 10 augustus | Los Angeles | Italië      | 16-9  | Canada   |      |

### Wielersport
| Olympiër                                                | Onderdeel                     | Resultaat | Prestatie |
| Baan                                                    | Baan                          | Baan      | Baan |
| ------------------------------------------------------- | ----------------------------- | --------- | --- |
| Alex Ongaro                                             | sprint (m)                    | 9e        | 1ste ronde serie 11: 1ste in 11,43 2de ronde: V van JPN Sakamoto 2de ronde herkansingen: W van AUS Rainsford: 11,23 3de ronde serie 1: 3de 3de ronde herkansingen: 3de |
| Curt Harnett                                            | tijdrit (m)                   | Zilver    | 1.06,44 |
| Alex Stieda                                             | puntenkoers (m)               | 10e       | kwalificatie groep 2: 6de met 23 punten finale: 10de met 17 punten |
| Gary Trevisiol                                          | puntenkoers (m)               | 18e       | kwalificatie groep 1: 6de met 10 punten finale: 18de met 10 punten |
| Alex Stieda                                             | individuele achtervolging (m) | 9e        | kwalificatie: 13de in 4.54,28 1ste ronde serie 5: V van DEN Pedersen: 4.51,75                                                                                          |
| Gary Trevisiol                                          | individuele achtervolging (m) | 17e       | kwalificatie: 17de in 4.57,01 |
| Weg                                                     |                               |           | |
| Steve Bauer                                             | wegwedstrijd (m)              | Zilver    | 4:59.57 |
| Louis Garneau                                           | wegwedstrijd (m)              | 33e       | 5:15.27 |
| Pierre Harvey                                           | wegwedstrijd (m)              | DNF       | niet gefinisht |
| Alain Masson                                            | wegwedstrijd (m)              | DNF       | niet gefinisht |
| Pierre Harvey Alain Masson Robert Pulfer Martin Willock | ploegentijdrit (m)            | 14e       | 2:09.44 |
|                                                         |                               |           | |
| Marie-Claude Audet                                      | wegwedstrijd (v)              | 24e       | 2:20.16 |
| Geneviève Robic-Brunet                                  | wegwedstrijd (v)              | 22e       | 2:14.02 |
| Karen Strong-Hearth                                     | wegwedstrijd (v)              | 27e       | 2:22.03 |

### Worstelen
| Olympiër          | Onderdeel   | Resultaat   | Prestatie |
| Vrije stijl       | Vrije stijl | Vrije stijl | Vrije stijl |
| ----------------- | ----------- | ----------- | --- |
| Ray Takahashi     | -52kg (m)   | 4e          | groep A: 2de W van FRG Niebler: 3-1 W van CHN Dejin: 3-1 V van KOR Kim: 1-3 W van TUR Seyhanli: 3-1 bronzen finale: V van JPN Takada: 0-4                               |
| Lawrence Holmes   | -57kg (m)   | 11e         | groep B: 6de V van KOR Kim: 0-4 V van YUG Šorov: 1-3 |
| Bob Robinson      | -62kg (m)   | 9e          | groep A: 5de W van JPN Akaishi: 1-3 W van CMR Segning: 4-0 V van KOR Lee: 1-3                                                                                           |
| Dave McKay        | -68kg (m)   | 15e         | groep A: 8ste W van MLT Zammit: 4-0 V van SUI Neyer: 0-4 V van AUS Kelevitz: 1-3                                                                                        |
| Marc Mongeon      | -74kg (m)   | 7e          | groep B: 4de W van GBR Walker: 4-0 W van AUS Green: 3-1 V van JPN Higuchi: 3,5-5 W van GRE Bogiatzis: 4-0 V van IND Singh: 0-3,5                                        |
| Christopher Rinke | -82kg (m)   | Brons       | groep B: 2de W van GBR Kurpas: 4-0 W van ITA Ortelli: 3,5-0 V van USA Schultz: 1-3 W van NZL Reinsfield: 3-1 V van USA Schultz: 3-5 bronzen finale: W van FRG Trik: 3-1 |
| Clark Davis       | -90kg (m)   | 4e          | groep A: 2de W van SEN Diop: 4-0 V van USA Banach: 3,5-5 W van SWE Andersson: 3-1 W van TUR Temiz: 4-0 bronzen finale: V van GBR Loban: 1-3                             |
| Wayne Brightwell  | -100kg (m)  | 8e          | groep B: 4de V van TUR Sezgin: 1-3 V van USA Banach: 0,5-3,5 |
| Robert Molle      | +100kg (m)  | Zilver      | groep B: 1ste W van SEN Sakho: 4-0 W van JPN Ishimori: 4-0 W van EGY El-Hadad: 4-0 finale: V van AUS Baumgartner: 0,5-3,5                                               |
| Grieks-Romeins    |             |             | |
| Douglas Yeats     | -62kg (m)   | 5e          | groep A: 3de V van FRA Jalabert: 0-3 W van CHN Zhang: 4-0 W van ROU Uţă: 3-1 W van USA Kuzu: 3-1 V van SWE Johansson: 1-3 5-6de plek: W van EGY Bekhit: 4-0             |
| Jeff Stuebing     | -74kg (m)   | 9e          | groep B: 5de V van ROU Rusu: 0-4 W van IRQ Faris: 4-0 V van FIN Salomäki: 0-3                                                                                           |
| Louis Santerre    | -82kg (m)   | 7e          | groep A: 4de W van TUR Suzan: 4-0 V van EGY El-Ashram: 0-4 W van KOR Kim: 3-1 V van SWE Claeson: 1-3                                                                    |
| Garry Kallos      | -90kg (m)   | 11e         | groep A: 6de V van FIN Hannula: 0,5-3,5 V van SWE Andersson: 0-4 |

### Zeilen
| Olympiër                           | Onderdeel       | Resultaat | Prestatie                             |
| ---------------------------------- | --------------- | --------- | ------------------------------------- |
| Eric Graveline                     | windglider (m)  | 19e       | 140,4 punten: (12-27-YMP-17-20-21-17) |
|                                    |                 |           |                                       |
| Terry Neilson                      | finn            | Brons     | 37,7 punten: (2-2-5-14-5-1-6)         |
| Frank McLaughlin Martin Tenhove    | 470             | 15e       | 102 punten: (9-10-19-17-15-4-13)      |
| Terry McLaughlin Evert Bastet      | flying dutchman | Zilver    | 22,7 punten: (3-2-2-1-8-1-8)          |
| David Sweeney Brian Sweeney        | tornado         | 9e        | 83,7 punten: (7-12-8-7-8-DNF-6)       |
| Lawrence Lemieux Witold Gesing     | star            | 13e       | 92 punten: (7-5-14-8-13-DNF-10)       |
| Hans Fogh John Kerr Stephen Calder | soling          | Brons     | 49,7 punten: (4-6-1-8-5-5-5)          |

### Zwemmen
| Olympiër                                                  | Onderdeel             | Resultaat | Prestatie                                                  |
| --------------------------------------------------------- | --------------------- | --------- | ---------------------------------------------------------- |
| David Churchill                                           | 100m vrije slag (m)   | 29e       | serie 5: 2de in 52,74                                      |
| Blair Hicken                                              | 100m vrije slag (m)   | 31e       | serie 5: 3de in 52,82                                      |
| Mu Lati                                                   | 100m vrije slag (m)   | 22e       | serie 9: 3de in 51,85                                      |
| Alex Baumann                                              | 200m vrije slag (m)   | DNF       | serie 4: 3de in 1.51,76                                    |
| Peter Szmidt                                              | 200m vrije slag (m)   | 14e       | serie 1: 2de in 1.52,48 finale B: 6de in 1.52,56           |
| David Shemilt                                             | 400m vrije slag (m)   | 19e       | serie 2: 4de in 3.58,43                                    |
| Peter Szmidt                                              | 400m vrije slag (m)   | 11e       | serie 3: 2de in 3.55,65 finale B: 3de in 3.56,99           |
| David Shemilt                                             | 1500m vrije slag (m)  | 7e        | serie 4: 3de in 15.24,78 (NR) finale: 7de in 15.31,28      |
| Bernard Volz                                              | 1500m vrije slag (m)  | 13e       | serie 1: 3de in 15.31,38                                   |
| Sandy Goss                                                | 100m rugslag (m)      | 7e        | serie 3: 1ste in 57,60 finale: 7de in 57,46                |
| Mike West                                                 | 100m rugslag (m)      | Brons     | serie 5: 2de in 57,76 finale: 3de in 56,49                 |
| Cameron Henning                                           | 200m rugslag (m)      | Brons     | serie 2: 1ste in 2.03,36 finale: 3de in 2.02,37            |
| Mike West                                                 | 200m rugslag (m)      | 10e       | serie 4: 2de in 2.04,93 finale B: 2de in 2.04,73           |
| Victor Davis                                              | 100m schoolslag (m)   | Zilver    | serie 4: 1ste in 1.03,63 finale: 2de in 1.01,99 (NR)       |
| Marco Veilleux                                            | 100m schoolslag (m)   | 19e       | serie 1: 3de in 1.05,34                                    |
| Victor Davis                                              | 200m schoolslag (m)   | Goud      | serie 7: 1ste in 2.18,20 finale: 1ste in 2.13,34 (WR)      |
| Ken Fitzpatrick                                           | 200m schoolslag (m)   | 5e        | serie 1: 1ste in 2.19,74 finale: 5de in 2.18,86            |
| David Churchill                                           | 100m vlinderslag (m)  | Zilver    | serie 7: 4de in 55,84                                      |
| Tom Ponting                                               | 100m vlinderslag (m)  | 9e        | serie 4: 2de in 55,23 finale B: 1ste in 55,31              |
| Tom Ponting                                               | 200m vlinderslag (m)  | 6e        | serie 3: 2de in 1.59,78 finale: 6de in 1.59,37             |
| Peter Ward                                                | 200m vlinderslag (m)  | 7e        | serie 3: 3de in 1.59,99 finale: 7de in 2.00,39             |
| Alex Baumann                                              | 200m wisselslag (m)   | Goud      | serie 5: 1ste in 2.03,60 (OR) finale: 1ste in 2.01,42 (WR) |
| Rob Chernoff                                              | 200m wisselslag (m)   | 21e       | serie 2: 2de in 2.08,47                                    |
| Alex Baumann                                              | 400m wisselslag (m)   | Goud      | serie 3: 1ste in 4.22,64 (OR) finale: 1ste in 4.17,41 (WR) |
| Peter Dobson                                              | 400m wisselslag (m)   | 21e       | serie 1: 3de in 4.29,61 finale B: 6de in 4.30,09           |
| Sandy Goss Alex Baumann Blair Hicken Levente Mady         | 4x100m vrije slag (m) | 7e        | serie 3: 5de in 3.25,94 finale: 7de in 3.24,70 (NR)        |
| Sandy Goss Benoit Clément Wayne Kelly Peter Szmidt        | 4x200m vrije slag (m) | 5e        | serie 2: 3de in 7.28,31 (NR) finale: 5de in 7.26,51 (NR)   |
| Mike West Victor Davis Tom Ponting Sandy Goss             | 4x100m wisselslag (m) | Zilver    | serie 1: 1ste in 3.46,12 finale: 2de in 3.43,23 (NR)       |
|                                                           |                       |           |                                                            |
| Jane Kerr                                                 | 100m vrije slag (v)   | 14e       | serie 2: 3de in 58,46 finale B: 6de in 57,85               |
| Pamela Rai                                                | 100m vrije slag (v)   | 12e       | serie 4: 3de in 57,41 finale B: 4de in 57,56               |
| Julie Daigneault                                          | 200m vrije slag (v)   | 11e       | serie 5: 3de in 2.03,40 finale B: 3de in 2.03,67           |
| Jane Kerr                                                 | 200m vrije slag (v)   | 14e       | serie 4: 3de in 2.04,02 finale B: 6de in 2.04,19           |
| Julie Daigneault                                          | 400m vrije slag (v)   | 8e        | serie 2: 2de in 4.16,60 finale: 8ste in 4.16,41            |
| Donna McGinnis                                            | 400m vrije slag (v)   | 10e       | serie 4: 4de in 4.19,48 finale B: 2de in 4.15,59           |
| Donna McGinnis                                            | 800m vrije slag (v)   | 10e       | serie 2: 4de in 8.51,71                                    |
| Karen Ward                                                | 800m vrije slag (v)   | 8e        | serie 3: 2de in 8.45,37 finale: 8ste in 8.48,12            |
| Reema Abdo                                                | 100m rugslag (v)      | 14e       | serie 3: 3de in 1.04,92 finale B: 6de in 1.05,13           |
| Michelle MacPherson                                       | 100m rugslag (v)      | 19e       | serie 1: 6de in 1.06,04                                    |
| Reema Abdo                                                | 200m rugslag (v)      | 12e       | serie 2: 5de in 2.19,05 finale B: 4de in 2.18,50           |
| Melinda Copp                                              | 200m rugslag (v)      | 19e       | serie 4: 6de in 2.21,39                                    |
| Lisa Borsholt                                             | 100m schoolslag (v)   | 13e       | serie 1: 3de in 1.12,24 finale B: 5de in 1.12,41           |
| Anne Ottenbrite                                           | 100m schoolslag (v)   | Zilver    | serie 2: 3de in 1.11,81 finale: 2de in 1.10,69             |
| Mary Lubawski                                             | 200m schoolslag (v)   | 13e       | serie 1: 4de in 2.36,65 finale B: 4de in 2.36,55           |
| Anne Ottenbrite                                           | 200m schoolslag (v)   | Goud      | serie 1: 2de in 2.33,43 finale: 1ste in 2.30,38            |
| Michelle MacPherson                                       | 100m vlinderslag (v)  | 5e        | serie 3: 1ste in 1.01,57 finale: 5de in 1.01,58            |
| Marie Moore                                               | 100m vlinderslag (v)  | 17e       | serie 3: 4de in 1.03,84                                    |
| Jill Horstead                                             | 200m vlinderslag (v)  | 9e        | serie 4: 4de in 2.14,88 finale B: 1ste in 2.13,49          |
| Marie Moore                                               | 200m vlinderslag (v)  | 11e       | serie 3: 4de in 2.14,95 finale B: 3de in 2.14,96           |
| Alison Dozzo                                              | 200m wisselslag (v)   | 11e       | serie 2: 2de in 2.20,85 finale B: 3de in 2.19,70           |
| Michelle MacPherson                                       | 200m wisselslag (v)   | 10e       | serie 1: 2de in 2.20,68 finale B: 2de in 2.19,34           |
| Nathalie Gingras                                          | 400m wisselslag (v)   | 5e        | serie 2: 2de in 4.51,77 finale: 5de in 4.50,55             |
| Donna McGinnis                                            | 400m wisselslag (v)   | 6e        | serie 1: 2de in 4.53,30 finale: 6de in 4.50,65             |
| Jane Kerr Maureen New Cheryl McArton Carol Klimpel        | 4x100m vrije slag (v) | 5e        | serie 2: 3de in 3.50,40 finale: 5de in 3.49,50             |
| Reema Abdo Anne Ottenbrite Michelle MacPherson Pamela Rai | 4x100m wisselslag (v) | Brons     | serie 1: 1ste in 4.15,70 finale: 3de in 4.12,98 (NR)       |

Algerije · Amerikaanse Maagdeneilanden · Andorra · Antigua en Barbuda · Argentinië · Australië · Bahama’s · Bahrein · Bangladesh · Barbados · België · Belize · Benin · Bermuda · Bhutan · Birma · Bolivia · Bondsrepubliek Duitsland · Botswana · Brazilië · Britse Maagdeneilanden · Canada · Centraal-Afrikaanse Republiek · Chili · China · Chinees Taipei · Colombia · Congo-Brazzaville · Costa Rica · Cyprus · Denemarken · Djibouti · Dominicaanse Republiek · Ecuador · Egypte · El Salvador · Equatoriaal-Guinea · Fiji · Filipijnen · Finland · Frankrijk · Gabon · Gambia · Ghana · Grenada · Griekenland · Groot-Brittannië · Guatemala · Guinee · Guyana · Haïti · Honduras · Hongkong · Ierland · IJsland · India · Indonesië · Irak · Israël · Italië · Ivoorkust · Jamaica · Japan · Joegoslavië · Jordanië · Kaaimaneilanden · Kameroen · Kenia · Koeweit · Lesotho · Libanon · Liberia · Liechtenstein · Luxemburg · Madagaskar · Malawi · Maleisië · Mali · Malta · Marokko · Mauritanië · Mauritius · Mexico · Monaco · Mozambique · Nederland · Nederlandse Antillen · Nepal · Nicaragua · Nieuw-Zeeland · Niger · Nigeria · Noord-Jemen · Noorwegen · Oeganda · Oman · Oostenrijk · Pakistan · Panama · Papoea-Nieuw-Guinea · Paraguay · Peru · Portugal · Puerto Rico · Qatar · Roemenië · Rwanda · Salomonseilanden · Samoa · San Marino · Saoedi-Arabië · Senegal · Seychellen · Sierra Leone · Singapore · Soedan · Somalië · Spanje · Sri Lanka · Suriname · Swaziland · Syrië · Tanzania · Thailand · Togo · Tonga · Trinidad en Tobago · Tsjaad · Tunesië · Turkije · Uruguay · Venezuela · Verenigde Arabische Emiraten · Verenigde Staten · Zaïre · Zambia · Zimbabwe · Zuid-Korea · Zweden · Zwitserland